# 田原坂駅
田原坂駅（たばるざかえき）は、熊本県熊本市北区植木町轟にある、九州旅客鉄道（JR九州）鹿児島本線の駅である。

## 歴史

### 年表
- 1943年（昭和18年）10月1日：田原坂信号場として鉄道省が開設[2]。西里駅の前身たる西里信号場と共に設置[2]。駅への昇格は西里駅の方が早く、1954年（昭和29年）である。
- 1965年（昭和40年）10月1日：田原坂駅に昇格[2]。
- 1970年（昭和45年）9月1日：駅員無配置駅となる[3]。
- 1987年（昭和62年）4月1日：国鉄分割民営化によりJR九州が継承[2]。
- 2011年（平成23年）3月12日：快速「くまもとライナー」運行開始に伴い、当駅通過の普通列車が無くなる。
- 2012年（平成24年）12月1日：交通系ICカードSUGOCA対応[4]。
- 2015年（平成27年）3月14日：ダイヤ改正でプラットホームに「のりば番号」が新設。快速「くまもとライナー」運行取り止め、当駅通過の普通列車が復活。
- 2018年（平成30年）3月17日：この日より当駅の普通列車一部通過扱いが取りやめられ、全普通列車（区間快速を含む）が停車するようになる。

### 駅名の由来
近隣にある田原坂が由来。
「田原坂」とは「田畑が広がっている平地から台地へ上る、凹道になっている坂」という意味である。

## 駅構造
相対式ホーム2面2線を有する地上駅。互いのホームは跨線橋で連絡している。崖上に設置された駅でホームまでは階段を利用する。駅舎と反対側の下り方ホームには田原坂方面への出入口が新設されている。無人駅。鹿児島本線の他の無人駅とは異なり、自動券売機は設置されていない（日豊本線竜ヶ水駅とは異なり、SUGOCAは対応している）。

### のりば
| のりば | 路線        | 方向 | 行先                   | 備考          |
| ------ | ----------- | ---- | ---------------------- | ------------- |
| 1      | ■鹿児島本線 | 上り | 大牟田・鳥栖・博多方面 | ※駅舎側       |
| 2      | ■鹿児島本線 | 下り | 熊本・八代方面         | ※田原坂公園側 |

※ 2015年（平成27年）3月改正

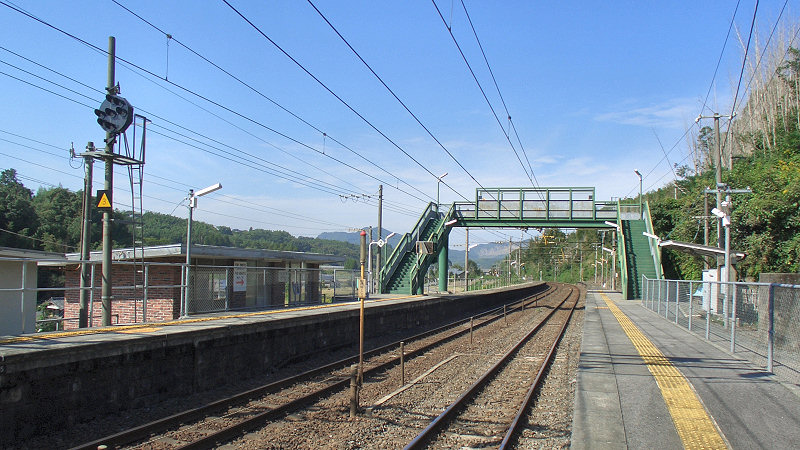
ホーム（2007年10月）
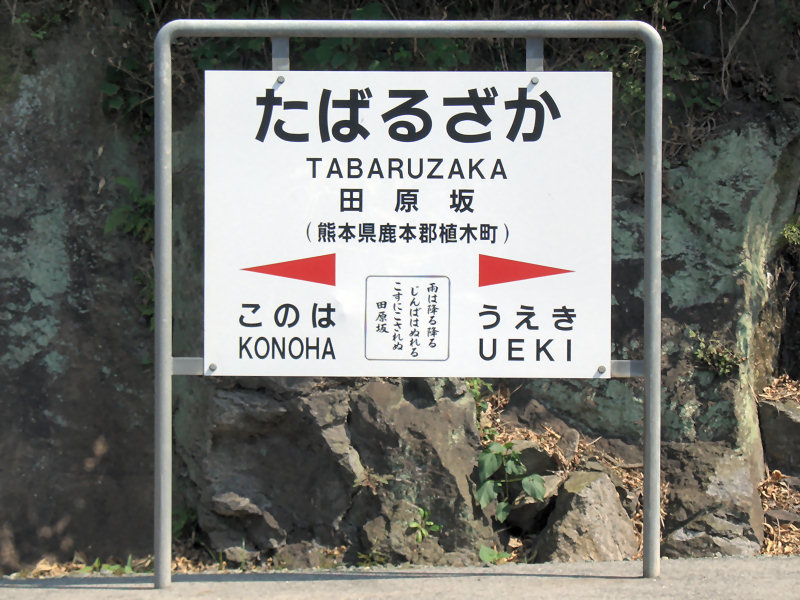
田原坂にちなんだ詩の書かれた駅名標（2006年10月）

## 利用状況
2019年度の1日平均乗車人員は25人である。山間部の民家の少ない場所のため、極端に利用が少ない。

## 駅周辺

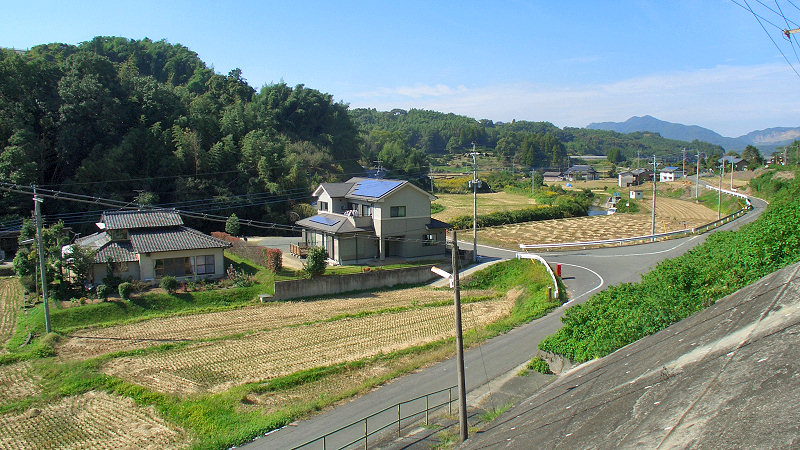
駅前風景（2007年10月）

駅周辺は丘に挟まれ田畑や果樹園が広がっているが、東側の丘の上には集落が点在し、植木市街地へと続いている。東側約800 mのところには産交バスの七本バス停があり熊本桜町バスターミナルと植木町を結ぶ路線が利用出来る。
- 熊本県道31号熊本田原坂線
- 西安寺五輪塔群
- 西南の役古戦場[1]
- 山鹿鹿本広域行政事務組合リサイクルプラザ

## 隣の駅
九州旅客鉄道（JR九州）
■鹿児島本線
■区間快速・■普通
木葉駅 - 田原坂駅 - 植木駅